# Stasys Vėlyvis
Stasys Vėlyvis (* 13. März 1938 in Varėna I; † 26. Juni 2023 in Vilnius) war ein litauischer Jurist, Rechtswissenschaftler, sowie Professor für Zivil- und Zivilprozessrecht an der Universität Vilnius und an der Mykolas-Romeris-Universität (MRU).

## Leben
Nach dem Mittelschulabschluss 1957 absolvierte Vėlyvis bis 1962 das Diplomstudium an der Rechtsfakultät der Universität Vilnius und war danach als  Assistent tätig. Von 1965 bis 1968 war er Aspirant an der Universität Moskau und promovierte 1972 zum Doktor im Zivilprozessrecht zum Thema „Nenagrinėtos civilinės bylos palikimas pirmosios instancijos teisme“.
1960 war er Gerichtssekretär im Kreisgericht Vilnius und von  1961 bis 1962 Oberlaborant an der Rechtsfakultät der Universität Vilnius, danach Dozent. Von 1986 bis 1987 und von 1989 bis 1991 leitete er den Lehrstuhl. Danach war er Professor und Leiter des Lehrstuhls im Zivilprozessrecht an der Mykolas-Romeris-Universität. Von 1992 bis 1997 war er Vorstandsmitglied, Oberjuriskonsult und Direktor der Rechtsabteilung der Bank Lietuvos taupomasis bankas, von 1997 bis 2002 war er Vorstandsmitglied im AB „Lietuvos žemės ūkio bankas“als stellvertretender Vorstandsvorsitzender.

## Bibliografie
- Vėlyvis S. Professor J. Žėruolis – educator and scientist (1907–1986). The recent tendencies of development in civil procedure law – between east ant west. International conference to celebrate 100th anniversary of the birth og professor Jonas Žėruolis. Justitia. Vilnius. 2007. ISBN 978-9955-616-30-6.